# 和田信維
和田 信維（わだ のぶただ）は、戦国時代から安土桃山時代にかけての武将。池田氏の客将。

## 出自
近江和田氏は清和源氏・源経基の子・満政の末裔。近江国甲賀郡和田谷を領してきた。

## 略歴
天文4年（1535年）、近江甲賀郡和田の地で誕生。天正2年（1574年）、織田信長に従って尾張国黒田城主となった。その後、訳あって故郷に戻り、再び甲賀の和田谷に住した。天正10年（1582年）、本能寺の変後の徳川家康の伊賀越えを助けて功を為し、家康から血判の誓紙を与えられた。山崎の戦いには病のためとして参加せず、羽柴秀吉の怒りにふれてしまったため、家康に秀吉との仲介を頼もうと三河国に向かった。その途中の岐阜で池田恒興に保護され、そのまま池田氏の客将となり、池田輝政の代には馬草料として2300石が与えられた。
文禄元年（1592年）夏、京都にて病没。享年58。

## 和田定利との関係
和田信維の子孫は後に鳥取藩家老になっており、鳥取藩では荒尾氏に次いで格式の高い家として扱われている。信惟は鳥取藩家老の和田氏の始祖とされているが、その経歴については不明な点も多く、同族と思われる和田惟政との関係も今のところ分かっていない。また、経歴について似通っている点の多い和田定利との関係も今後の研究課題のひとつであろう。